# Chang ITF Thailand Pro Circuit Phuket
Il Chang ITF Thailand Pro Circuit Phuket è un torneo professionistico di tennis giocato su campi in cemento. Fa parte dell'ITF Men's Circuit e dell'ITF Women's Circuit. Si gioca annualmente a Phuket in Thailandia.

## Albo d'oro

### Singolare maschile
| Anno     | Campione         | Finalista         | Punteggio     |
| -------- | ---------------- | ----------------- | ------------- |
| 2011     | Cho Soong-jae    | Yannick Jankovits | 6-0 6-2       |
| 2011 (2) | Laurent Rochette | Wang Yeu-tzuoo    | 6–4, 7–6(7–4) |
| 2012 (3) | Miliaan Niesten  | Matwé Middelkoop  | 3–6, 6–3, 6–4 |
| 2012 (4) | Dane Propoggia   | Robin Olin        | 6–3, 6–4      |
| 2012 (5) | Alexander Ward   | Mikhail Fufygin   | 6–3, 6–1      |

### Doppio maschile
| Anno     | Campioni                              | Finalisti                               | Punteggio             |
| -------- | ------------------------------------- | --------------------------------------- | --------------------- |
| 2011     | Sanchai Ratiwatana Sonchat Ratiwatana | Victor Baluda Wang Yeu-tzuoo            | 7–6(10) 6-4           |
| 2011 (2) | Li Zhe Kelsey Stevenson               | Weerapat Doakmaiklee Kirati Siributwong | 6–4, 4–6, [10–3]      |
| 2012 (2) | Ryan Agar Sebastian Bader             | Antoine Escoffier Alexander Ward        | 7–6(7–2), 2–6, [10–8] |
| 2012 (3) | Matwé Middelkoop Miliaan Niesten      | Mehdsi Bouras Mick Lescure              | 6–3, 6–0              |
| 2012 (4) | Brydan Klein Dane Propoggia           | Antoine Escoffier Alexander Ward        | 6–3, 6–2              |

### Singolare femminile
| Anno     | Campionessa       | Finalista               | Punteggio        |
| -------- | ----------------- | ----------------------- | ---------------- |
| 2012     | Dinah Pfizenmaier | Noppawan Lertcheewakarn | 6–2, 6–4         |
| 2012 (2) | Marta Sirotkina   | Claire Feuerstein       | 7–5, 7–6(8–6)    |
| 2013     | Melanie Klaffner  | Doroteja Erić           | 3–6, 6–3, 6–2    |
| 2013 (2) | Zhang Ling        | Nicha Lertpitaksinchai  | 6–2, 7–6(7)      |
| 2013 (3) | Zhang Ling        | Lu Jiajing              | 0–6, 7–6(2), 6–3 |

### Doppio femminile
| Anno     | Campionesse                               | Finaliste                               | Punteggio        |
| -------- | ----------------------------------------- | --------------------------------------- | ---------------- |
| 2012     | Natela Dzalamidze Marta Sirotkina         | Chan Chin-wei Zheng Saisai              | 6–4, 6–1         |
| 2012 (2) | Noppawan Lertcheewakarn Zheng Saisai      | Han Xinyun Sun Shengnan                 | 6–3, 6–3         |
| 2013     | Nicha Lertpitaksinchai Peangtarn Plipuech | Fatma Al-Nabhani Lee Ya-hsuan           | 6–2, 6–4         |
| 2013 (2) | Lu Jiajing Lu Jiaxiang                    | Peangtarn Plipuech Varunya Wongteanchai | 6–4, 7–5         |
| 2013 (3) | Nicha Lertpitaksinchai Peangtarn Plipuech | Lu Jiajing Lu Jiaxiang                  | 3–6, 6–2, [10–8] |